# Dobro kontra zło
Dobro kontra zło (ang. G vs E, później Good vs Evil, 1999–2000) – amerykański serial science-fiction nadawany przez stacje USA Network od 18 lipca 1999 roku do 12 maja 2000 roku na Sci Fi Channel. W Polsce nadawany był przez AXN.

## Opis fabuły
Ludzie, którzy umierając trafili pomiędzy niebo i piekło, wracają, aby walczyć ze złem.
Minister obrony Deacon Jones jest szefem korpusu dobra, organizacji walczącej z Morlockami, którzy kupują ludzkie dusze w zamian za bogactwo i władzę. Do korpusu należą ludzie, którzy umierając trafili pomiędzy niebo i piekło a teraz powrócili na ziemię. Muszą odkupić swoje winy walcząc ze złem. Jeśli nie zdążą wykonać zleconego zadania przed swoją śmiercią, trafią do piekła. Obowiązują ich trzy żelazne reguły: żadnego seksu, kontaktów z osobami z poprzedniego życia i magicznych sztuczek.

## Obsada
- Clayton Rohner jako Chandler Smythe
- Richard Brooks jako Henry McNeil
- Googy Gress jako Decker
- Marshall Bell jako Ford